# Новотроїцьк (Сєверний район)
Новотроїцьк (рос. Новотроицк) — село у Сєверному районі Новосибірської області Російської Федерації.
Входить до складу муніципального утворення Новотроїцька сільрада. Населення становить 419 осіб (2010).

## Історія
Згідно із законом від 2 червня 2004 року органом місцевого самоврядування є Новотроїцька сільрада.

## Населення
| 2002 | 2007 | 2010 |
| ---- | ---- | ---- |
| 509  | ↘492 | ↘419 |